# Blue Velvet (Nederlandse band)
Blue Velvet is een Nederlandse rock-'n-rollband sinds 2004. Jan de Witte, een van de twee zangers, vertrok in 2013 naar de formatie 3JS.

## Biografie
De band werd genoemd naar de cultfilm Blue Velvet van regisseur David Lynch en werd opgericht door zes schoolvrienden, die toen tussen de 15 en 16 jaar oud waren, en Peter Steur die drie jaar ouder is. De band is afkomstig uit Volendam en speelt Engelstalige rock-'n-rollmuziek. Het eerste optreden was tijdens het Autumn Leaves Festival in Volendam in oktober 2004.
Aanvankelijk werd er alleen covermuziek gespeeld, maar vanaf het begin hadden ze wel al het ideaal om eigen muziek te schrijven en op te nemen, wat mettertijd ook steeds meer gebeurde. In 2006 won de band de competitie Battle of Schoolbands in Hilversum. In 2008 en 2009 behaalde Blue Velvet hoge noteringen in de aanloop naar de uitreiking van respectievelijk de Grote Prijs van Nederland en de SENA PopNL Award.
In 2011, toen Blue Velvet al zeven jaar bestond, bracht het zijn debuutalbum Push! uit. De meeste nummers werden geschreven door Jan de Witte (De Witte) die op dat moment Engels studeerde. Het album werd opgenomen in de Graveland Studio's in Kortenhoef. Dat jaar bracht de band ook de single Hole in your soul uit. Het album behaalde plaats 32 in de Album Top 100 waar het één week in genoteerd bleef staan. Volgens een recensie in OOR zijn de nummers van deze cd "stuk voor stuk overtuigend."
In 2013 vertrok een van de twee zangers, Jan Schilder (De Witte), naar het trio 3JS, waar zijn vader Jaap moest afhaken vanwege een neurologische aandoening waardoor signalen niet meer doorkomen tot zijn vingers.
In 2013 belandden tien nummer van de band in de Volendammer Top 1000, een eenmalige all-timelijst die door de luisteraars van 17 Noord-Hollandse radio- en televisiestations werd samengesteld. Het nummer When it comes around again bereikte met nummer 43 de hoogste positie.

## Leden
- Nick Schilder: gitaar en zang
- Peter Steur: keyboard
- Kees Molm: gitaar
- Ramon Tol: drum
- Erik Veerman: bas

### Ex-leden
- Jan de Witte: gitaar, zang en songwriter[6]

## Discografie

### Single
- 2011: Hole in your soul

### Album
- 2011: Push!

## Volendammer Top 1000
In de Volendammer Top 1000 (2013) belandden de volgende tien nummers:
| Notering | lied                       | Opmerking                                                |
| -------- | -------------------------- | -------------------------------------------------------- |
| 43       | When it comes around again | album Push! (live / akoestisch)                          |
| 219      | Push!                      | album Push!                                              |
| 313      | The scientist              | cover van Coldplay                                       |
| 533      | Life                       | album Push!                                              |
| 543      | Black                      | cover van Pearl Jam                                      |
| 652      | Crazy love                 | cover van Van Morrison                                   |
| 817      | Get out of my head         | album Push!                                              |
| 827      | Run free                   | album Push!                                              |
| 856      | Lost in transition         | album Push!                                              |
| 809      | Willin'                    | samen met John Zwarthoed (Kirrie), cover van Little Feat |